# 오일러 각
오일러 각(Euler角, Euler angle)은 강체가 놓인 방향을 3차원 공간에 표시하기 위해 레온하르트 오일러가 도입한 세 개의 각도이다. 즉, 3차원 회전군 SO(3)의 한 좌표계다. 3차원 공간에 놓인 강체의 방향은 오일러 각도를 사용하여 세 번의 회전을 통해 얻을 수 있다.

## 정의
레온하르트 오일러는 1748년 《무한해석 개론》을 출간하였다. 이 책에서 주로 다루는 것은 무한소의 개념이었으며 오일러 공식과 함께 오일러 각에 대해서도 수록하였다.
오일러 각은 〈그림 1〉과 같이 강체의 방향을 3차원 공간 좌표계의 회전으로 이해하는 것이다. 회전된 좌표계의 각도는 다음과 같이 정의된다.
〈그림 2〉와 같이 주어진 3차원 공간 좌표계를 (x, y, z)라고 하고, 이를 회전시킨 좌표계를 (X,Y,Z)라고 하면, 강체의 방향은 다음의 세 각도로 표시될 수 있다.
1. α (또는 ψ): z-축(파란색)을 회전축으로 하여 회전된 x-y 좌표축의 각도
2. β (또는 θ): 회전된 x-축(즉, N-축, 녹색)을 회전축으로 하여 회전된 z-y 좌표축의 각도
3. γ (또는 φ): 위에서 회전된 z-축(즉, Z축, 빨간색)을 회전축으로 하여 회전된 x-y 좌표축의 각도

위와 같이 하여 강체의 방향은 세 개의 각도로 표시될 수 있다. 로봇 제어와 같은 기기 제어에서는 ψ, θ, φ의 표현이 자주 쓰인다. 오일러 각은 강체의 자세를 좌표축의 회전으로 표현하는 여러 방법 가운데 하나로 회전축의 순서에 따라 Z-X-Z 좌표라고도 불린다. 오일러 각 이외에 강체의 자세를 표현하는 방법으로는 좌표계 (X, Y, Z)에 대해 X축 회전을 롤, Y축 회전을 피치, Z축 회전을 요라고 표기하는 X-Y-Z 좌표인 요, 피치, 롤 방식이 있다.
오일러 각의 범위는 α와 γ의 경우 이상적인 상황에서 2π 라디안까지이며, β의 경우 -π/2에서 π/2까지가 된다. β 범위가 제한적인 것을 짐벌 락(영어: gimbal lock)이라 하는데, 이는 앞서 회전한 두 축의 영향으로 세 번째 회전의 가동 범위가 줄어들기 때문이다. 아폴로 11호의 경우 짐벌 락 때문에 자세 제어에 어려움이 있었다.

## 같이 보기
- 사원수
- 사원수와 회전
- 구면좌표계